# Haywardozoidae
Haywardozoidae is een monotypische familie van mosdiertjes (Bryozoa) uit de orde van de Ctenostomatida.  De wetenschappelijke naam ervan is in 1983 voor het eerst geldig gepubliceerd door d'Hondt.

## Geslacht
- Haywardozoon d'Hondt, 1983